# 王雲五
王雲五（1888年7月9日—1979年8月14日），原名之瑞，後改名雲五，字岫廬，籍貫廣東香山，生於上海，中國重要學者、思想家、教育家、出版家和政治家。王自學成材，在1920年代至1930年代主理商務印書館。1948年曾任財政部部長，期間推出金圓券發生惡性通貨膨脹。1949年後到臺灣，並主持台灣商務印書館。著有《物理與政治》、《中外圖書統一分類法》、《四角號碼檢字法》等。王雲五故居位於臺北市大安區新生南路三段19巷，為磚造雙併建築，已改建為王雲五紀念館。

## 生平
1888年，王雲五生於上海，家中世代務農，父親王光斌破例到上海學商。王雲五在家中最小。3歲，和母親返回香山居住。7歲，始發蒙，後由他的大哥教他讀書，次年，大哥返原籍應試，患病過世。1898年，入私塾讀書。因為大哥的過世讓父母決定讓其他的孩子學商，14歲，被送到五金店當學徒，晚上到英文學校讀英文。1905年，入上海虹口守貞書館讀英文，世界史地和算學。1906年，暫停學業，幫助父親管理洋行倉庫，但還想繼續就學，先在夜校助教，有了收入便在暑期後進入布茂林的上海同文館學習。後又在上海益智書室作講師。9月，中國留學生從日本返國創建中國公學，公學草創，缺乏教員，王雲五遂被推薦到中國公學教英文。
1907年，在中國公學教書而有了穩定的收入，因此購書愈多，讀書愈雜。，並入萬國函授學校學習土木工程，後放棄，轉入喇沙爾函授學校主修法學。
1911年，受振群學社李懷霜所邀在天鐸報撰稿，宣傳反滿革命。12月，革命勢起，孫中山回國。廣東香山縣同鄉会在上海虹口扆虹园接待孫中山，王雲五在宴上被孫延攬。1912年，赴南京，任孫中山臨時大總統府秘書。3月，南北議和後政府北遷，隨教育總長蔡元培赴北京，任教育司科長。4月，兼為國民黨的北平民主日報撰述。9月，國民黨在西城創辦國民大學，於是兼任英文講師並加入國民黨。1913年8月，國民大學更名中國公學大學部，王雲五因已離開教育部，遂專任英文教授。北京政局不穩，袁世凱與國民黨衝突愈烈，王雲五亦參加籌劃反袁，與孫洪伊接觸最密，又為范源濂、蔡鍔的討袁行動做聯繫。1914年3月，全國煤油礦事宜處成立，熊希齡任督辦，受朱經農推薦兼編譯主任。1916年7月，受孫洪伊、范源濂推薦，任蘇粵贛三省禁煙特派員，兼為公民書局編書。
1921年，經胡適推薦，王雲五任商務印書館編譯所長，後任總經理。王雲五主理商務期間，出版多種詞典、百科全書及叢書，以「教育普及」和「學術獨立」為方針，對中國的知識傳播有舉足作用。王亦熱心研究中文字檢索方法及圖書館檢書辦法，四角號碼檢字法即王雲五的發明，並以此法編印《王雲五大辭典》，出版《萬有文庫》。王雲五亦以科學管理方法改革商務，大量增加出版量。1927年，清黨後，王雲五未去重新登記而脫黨。
1932年，淞滬戰爭時「商務印書館」及「東方圖書館」幾乎全遭日軍炸燬，3千7百多名員工頓時失業及失所，他不畏勸阻仍堅持忙著向銀行借款以救濟流離失所的同仁們。經過兩年的苦鬥，他不僅完全恢復該館的運作，產能更增加了原來的兩倍半。在王雲五的主持下，商務在中國抗日戰爭期間仍然能夠繼續堅持出版，在商務工作達40年之久。
王雲五在戰時開始活躍於政壇，1927年以後退出國民黨，但以參政員身分成為活躍之黨外人士。1946年，任國民政府經濟部部長。1947年2月14日，參政會駐會委員會開會，經濟部長王雲五、財政部長俞鴻鈞到會報告，認為金潮案源於游資過多；參政員紛紛抨擊政府經濟政府政策，指斥少數人搜括國富民財，要求政府迅採有效辦法:8286。4月23日，國民政府特任王雲五為行政院副院長:8339。11月26日，國民政府特派王雲五兼善後事業委員會主任委員:8460。
1948年，王雲五任行憲後翁文灝內閣之財政部長。6月30日，總統蔣中正接見翁文灝、王雲五，討論改革幣制及平定物價之根本辦法。:8629王受蔣之命推行貨幣改革，發行金圓券結果引發惡性通貨膨脹。王雲五該年9月10日至10月9日間更前往美國，參加國際貨幣基金組織年會，使得金圓券改革面臨的諸多問題，無法在第一時間尋得解決之道。王雲五成為眾矢之的，數月後即內閣總辭。
1948年11月13日，獲聘為行政院顧問。11月26日，攜帶家眷自南京飛往廣州，留在京、滬兩地的大量書籍無法帶走，數十萬張卡片則交由潘序倫保存。
1949年以後，王雲五到臺灣，曾任行政院設計委員會（光復大陸設計研究委員會前身）委員兼政制組召集人、總統府國策顧問、考試院副院長、行政院副院長。
1954年11月，開始在國立政治大學研究所兼任教授，講授現代公務管理。
1958年3月10日，總統府臨時行政改革委員會成立，王雲五擔任主任委員。
1958年7月14日，再度擔任行政院副院長，曾在任內短暫代理行政院院長（1963年7月1日 - 9月16日）。
1959年3月，任政大政治研究所教授並於該年8月1日主持政大第1位博士論文口試。應考生是周道濟先生，他以《漢唐宰相制度》為題撰寫的博士論文，在王雲五、薩孟武和浦薛鳳共同指導下，通過候選人資格考試，並報請教育部複試以取得國家法學博士學位。這部頗具歷史意義的博士論文，現在還保存在國立政治大學校史館裏頭，供人參閱。
1963年12月辭去行政院副院長職務，被蒋中正聘為總統府資政。

1964年，任臺灣商務印書館董事長。

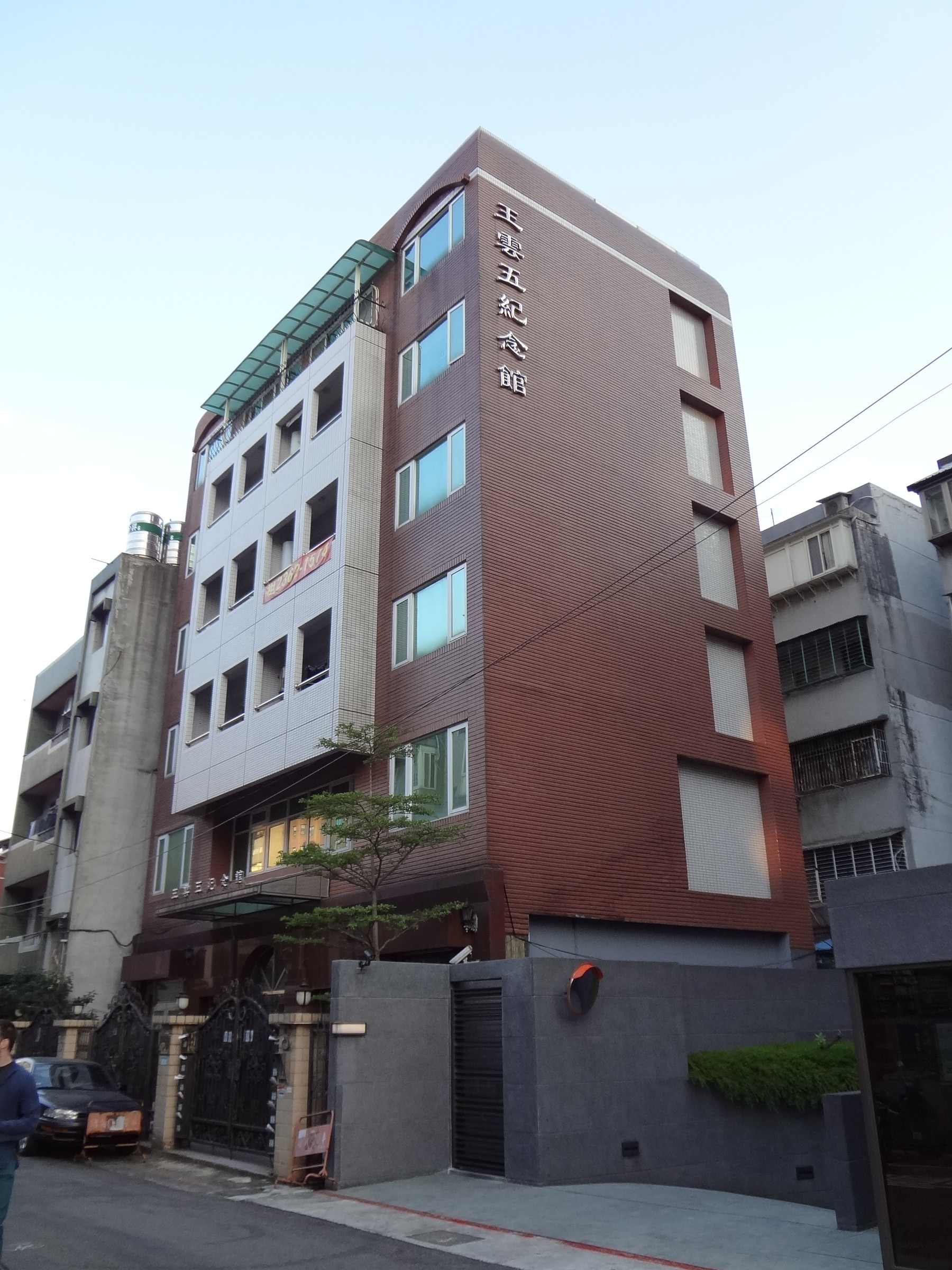
王雲五紀念館，也是雲五圖書館基金會總部

1972年6月13日，捐資創設財團法人臺北市雲五圖書館基金會自任董事長，並將自己全部藏書奉獻出去，公開提供大眾閱讀。王雲五紀念圖書室的藏書，總共約有九萬冊。根據來源，這批書可以大略區別為兩類：一是王雲五先生原本的舊藏，一是雲五圖書館成立後收受的捐贈。王雲五先生的舊藏內，民國之前的古籍雖僅有三百多種，而且都是明清以降的刻本或鈔本。但其中不乏比較罕見的著作、深具價值的版本，更重要的是，有些還是商務印書館在上海乃至到臺灣後，影印古籍時的底本，書上仍存有描潤、貼籤、註記各種遺痕。
1979年8月14日，王雲五當日上午六點半因心臟病突發於臺北榮民總醫院逝世，享壽92歲。由嚴家淦先生主持大殮儀式，總統頒授褒揚令。遺體下葬於台北縣樹林鎮（今新北市樹林區）淨律寺樂山公墓。

## 逸事
黄仁宇的回忆录《黄河青山》提到王云五，“他是一流的出版家，甚至可能是中国首屈一指的出版家。”
王云五是胡适的老师，胡适在《四十自述》说：“我在中国公学两年，受姚康侯和王云五两先生的影响很大，他们都最注重文法上的分析。所以我那时虽不大能说英国话，却喜欢分析文法的结构，尤其喜欢拿中国文法来做比较。”1950年代，胡适寄居美国，他回台湾任中央研究院院长即由王云五的力劝。

## 外部連結
- 王雲五紀念館 （页面存档备份，存于）